# 科扎切 (普季夫利區)
51°28′14″N 34°11′49″E / 51.47056°N 34.19694°E
科扎切（烏克蘭語：Козаче）是位於烏克蘭東北部的村莊，由蘇梅州科諾托普區的普蒂夫利市鎮負責管轄。該村處於別留什卡河畔，距離馬盧希內和錫梅基內1公里，海拔高度168米，2001年人口304。